# Loketský tunel II
Loketský tunel II je železniční tunel na katastrálním území obce Loket na úseku trati 144 Krásný Jez – Loket mezi zastávkami Loket předměstí a Loket v km 14,843–14,909.

## Historie
Železniční trať byla postavena společností Císařsko-královské státní dráhy jako pokračování dráhy z Lokte do Krásného jezu 12. října 1899 a dána do provozu 7. prosince 1901. Na tomto úseku byly postaveny čtyři tunely, čtyři kamenné viadukty a ocelový most přes řeku Ohři. Kolem roku 1950 byla trať rekonstruována v souvislosti s přepravou uranové rudy, která se zde těžila. V roce 1997 byl na trati provoz zastaven. V roce 2006 byl obnoven provoz na úseku Nové Sedlo u Lokte – Loket předměstí a v roce 2013 byla obnovena část Krásný Jez – Horní Slavkov-Kounice.

## Popis
Tunel se nachází na trati Nové Sedlo u Lokte – Loket předměstí v blízkosti mostu přes řeku Ohři v Chráněné krajinné oblasti Slavkovský les. Tunel je vyražen ve skalnatém ostrohu, který obtéká řeka Ohře a leží na něm historické město Loket, leží v nadmořské výšce 395 m a je dlouhý 66,20 m.